# Desmonus distinctus
Desmonus distinctus är en mångfotingart som beskrevs av Loomis 1959. Desmonus distinctus ingår i släktet Desmonus och familjen Sphaeriodesmidae. Inga underarter finns listade i Catalogue of Life.